# Баранячі лоби (пам'ятка природи)
Бара́нячі лоби́ — геологічна пам'ятка природи місцевого значення, унікальні скельні відслонення мергелю кампанського ярусу верхньої крейди заввишки 50 м поблизу села Айдар-Миколаївка Щастинського району Луганської області України. Відслонення мергелю знаходяться на високому правому березі річки Айдар. На території пам'ятки численні скелі. Товща відслонення інтенсивно розчленована численними ярами на окремі брили, масивні уламки мергельної породи, є декілька невеликих печер та ущелин.

## Флора
Відслонення характеризуються цікавим рослинним покривом із представників ендемічного крейдяного флористичного комплексу, в тому числі рослин з Червоної книги України: громовика донського, ранника крейдового, бедринця каменелюбного, головачки уральської, чебреця вапнякового і Маршалла, полину солянковидного, лищиці малонасінної тощо. Поруч, у вигині річища Айдару знаходяться заплавні діброви — пам'ятка природа Айдарська тераса.

## Охорона
Пам'ятка природи оголошена рішенням виконкому Ворошиловградської обласної Ради народних депутатів № 370 від 13 вересня 1977 року, № 247 від 28 червня 1984 року. Охороняється ділянка площею 2 га, але аналогічні скельні виходи мергельних покладів розташовані й вище за течією. Окремої охорони не потребує. Землі об'єкту знаходяться у віданні Новоайдарської селищної ради.

## Історія
Біля підніжжя 1993 року до 60-ї річниці встановлено пам'ятний знак жертвам Голодомору 1932—1933 років на Луганщині.
На верхів'ї збудовано каплицю Святого Миколи Чудотворця, бо колись в схилах була вирубана печерна церква, яку зруйнував зсув.

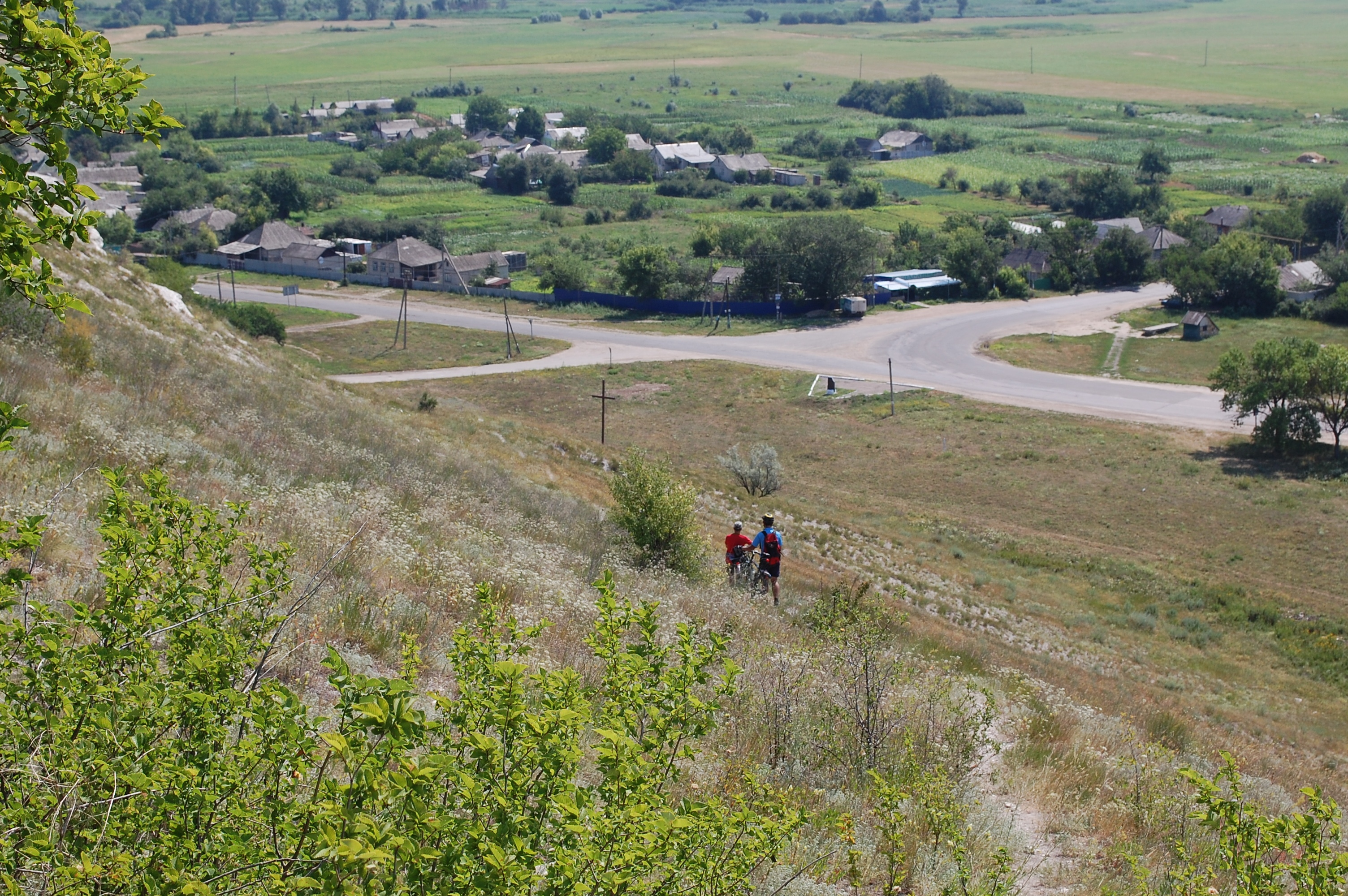
border
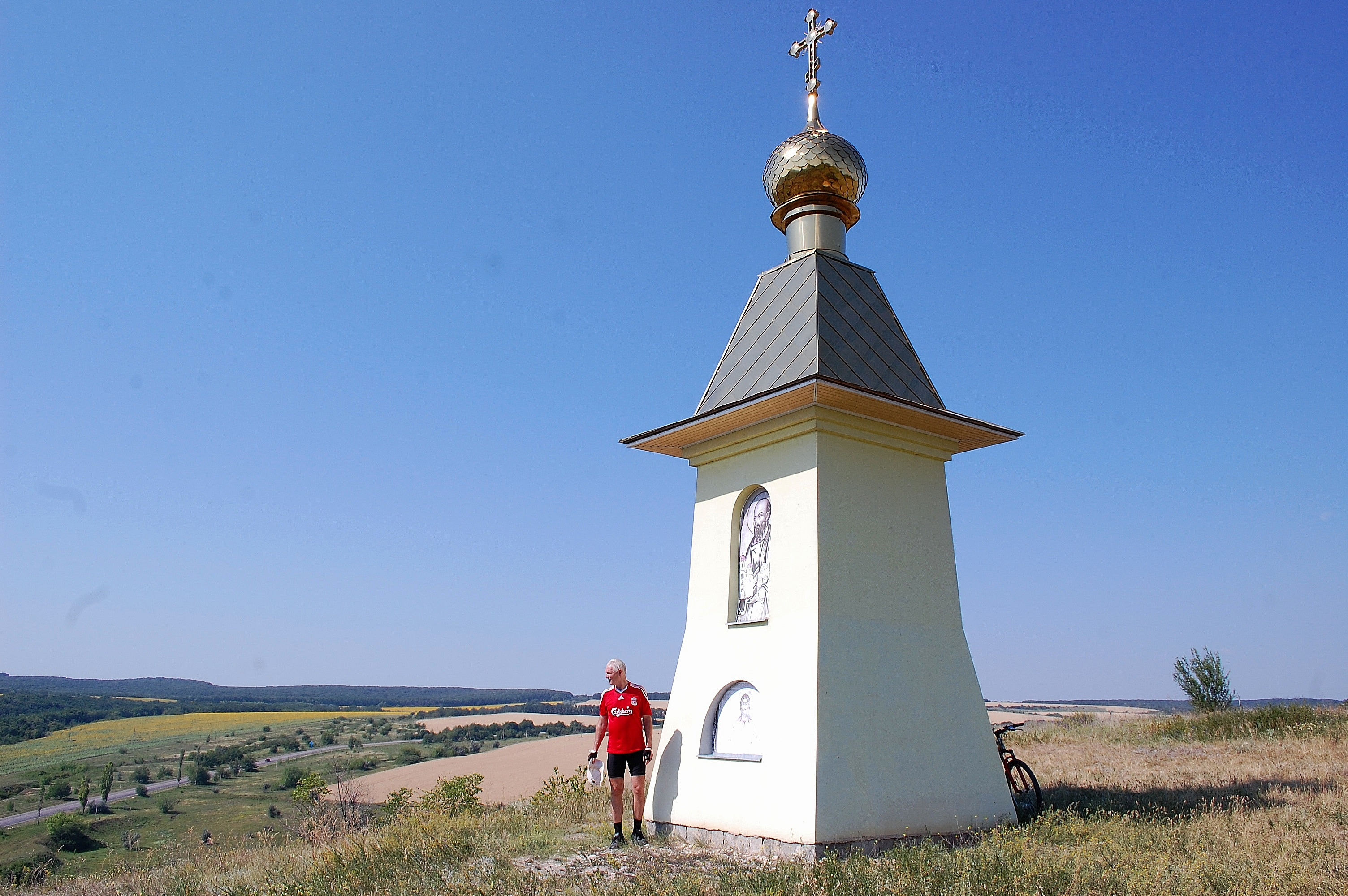
border
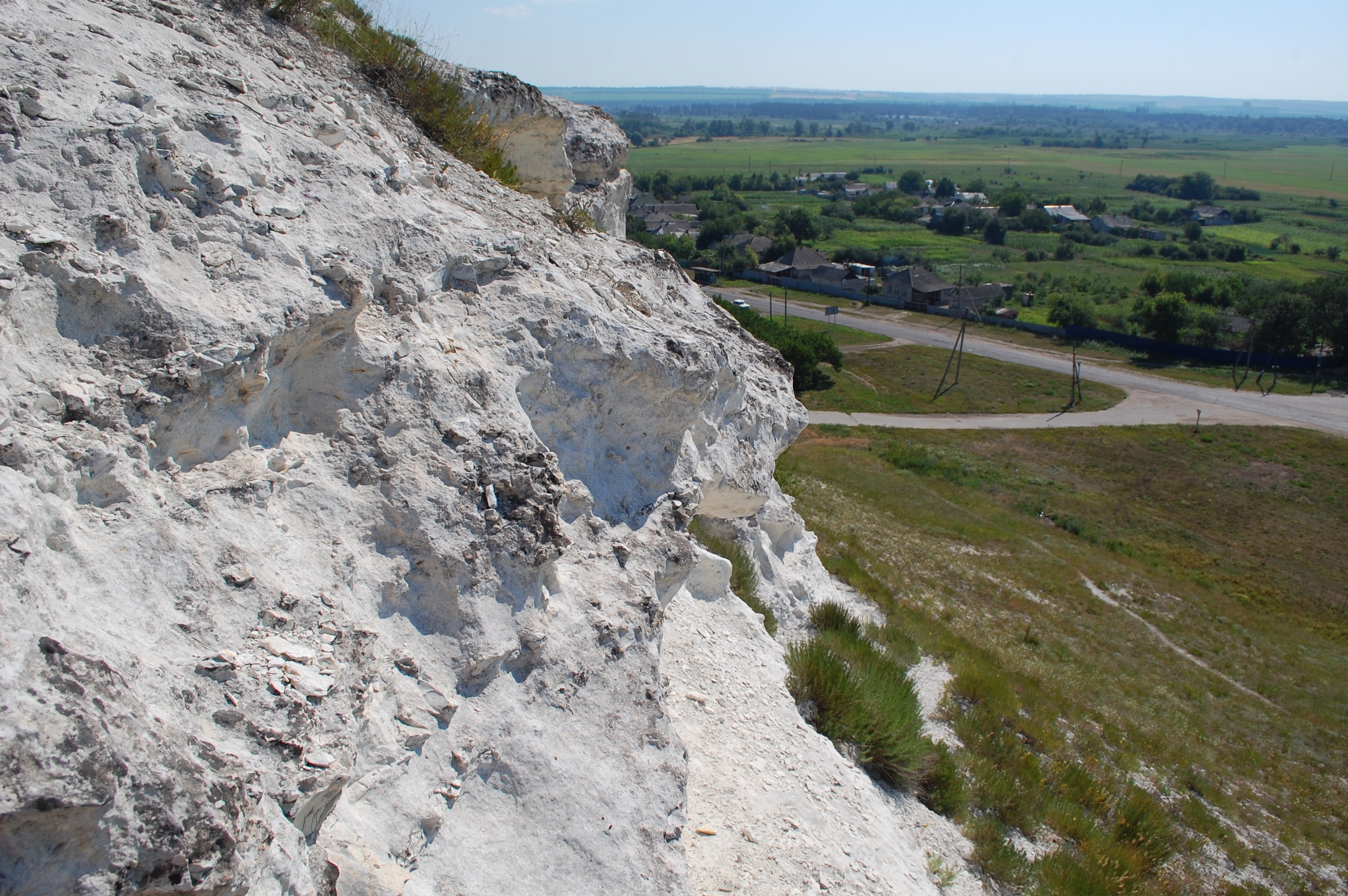
border
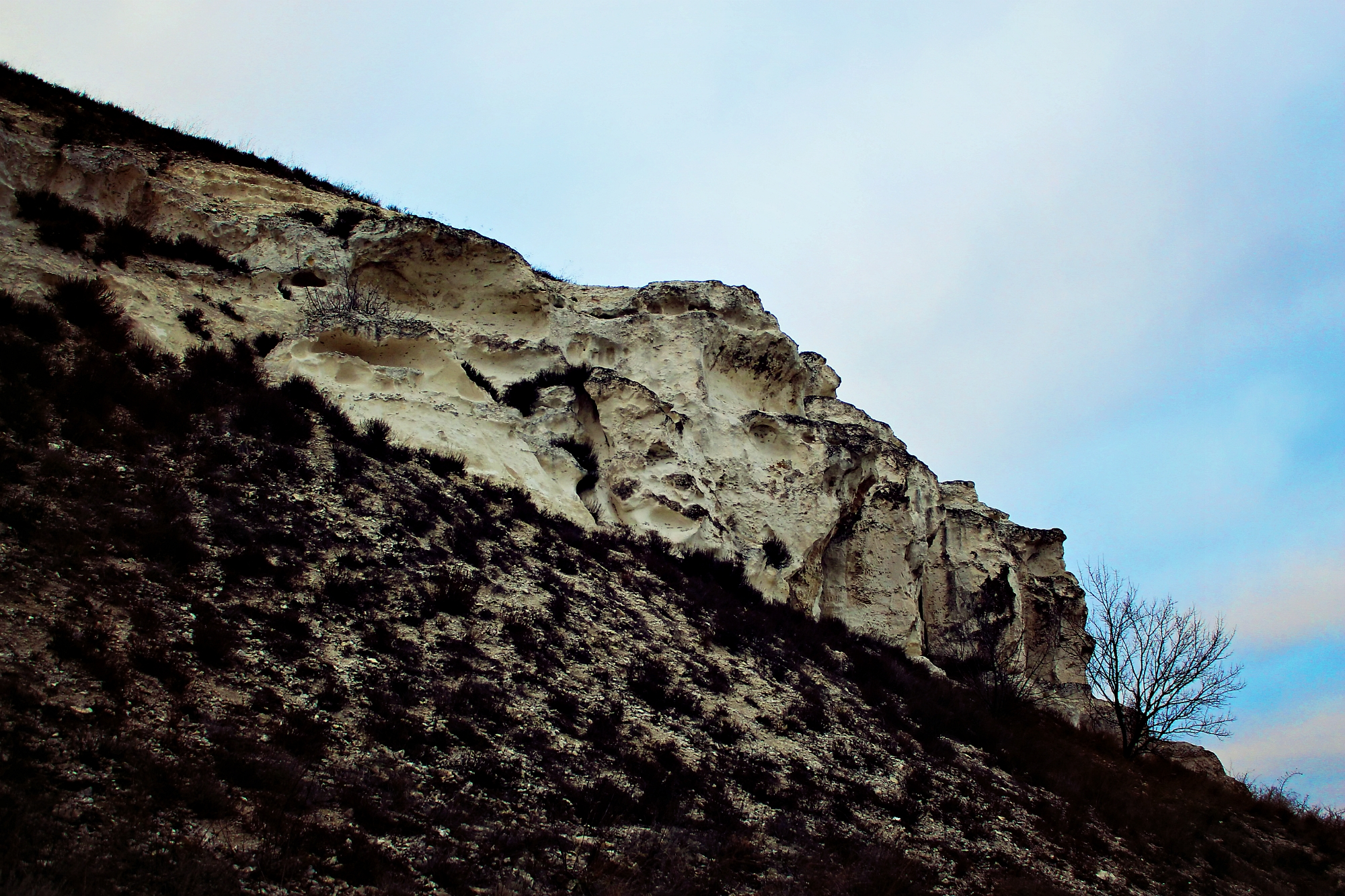
border
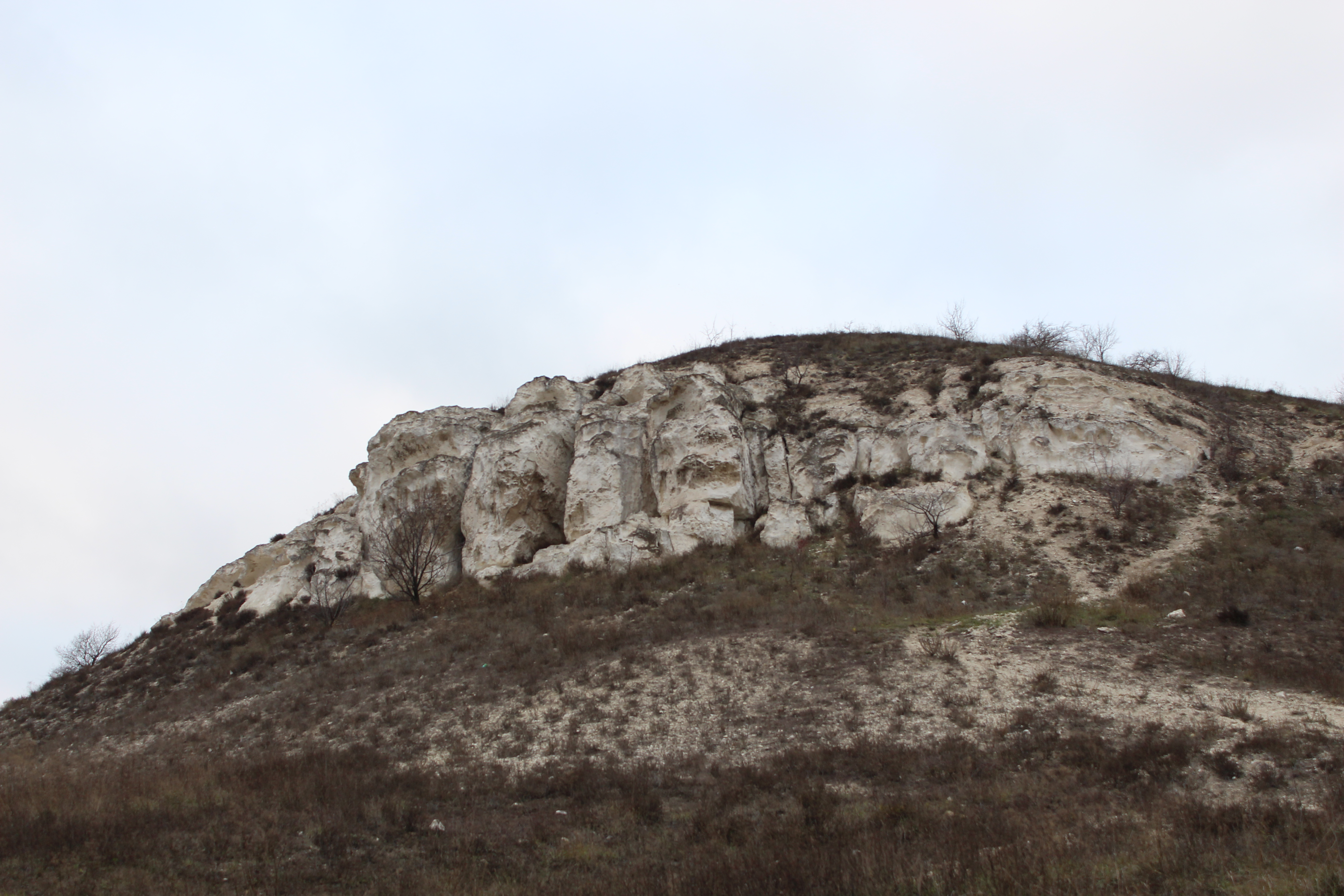
border